# Gooimeer
Le Gooimeer (en français : Lac du Gooi, du nom de la région naturelle) est un lac de bordure néerlandais créé lors de la création des polders du Flevoland. Le lac s'étend sur 2 670 hectares.

## Géographie
Le lac se situe entre les provinces de Flevoland au nord et de la Hollande-Septentrionale au sud. Au nord, il est bordé par la commune d'Almere et au sud par celles de Naarden et Huizen. À l'extrémité est, le Stichtse Brug (pont du Sticht/A27) sépare le Gooimeer de l'Eemmeer. À l'extrémité ouest, le Hollandse Brug (Pont de la Hollande/A6) sépare le Gooimeer de l'IJmeer. Le lac contient deux îles articifielles : Huizerhoef, près du Stichtse Brug, qui permet un mouillage aux plaisanciers, et De Schelp, zone naturelle en face du Naarderbos (bois de Naarden).

## Loisirs
Les plaisanciers ont à leur disposition les ports de plaisance d'Almere Haven, de Naarden et de Huizen. En plus, plusieurs plages ont été aménagées sur les deux rives.

## Écologie
Des deux côtés du Hollandse Brug se trouvent deux zones naturelles : le Naardermeer au sud et le Kromslootpark (une zone marécageuse) au nord. Les côtes flévolandaises sont fréquentées par des oiseaux migrateurs, et on y voit de nombreux cormorans des Markermeer et Naardermeer voisins. L'eau peu profonde du Gooimeer contient beaucoup d'algues. Surtout lors des étés chauds, il faut faire attention à la présence de cyanobacteria venimeux.

## Source
- (nl) Cet article est partiellement ou en totalité issu de l’article de Wikipédia en néerlandais intitulé « Gooimeer » (voir la liste des auteurs).